# Elezioni generali nel Regno Unito del 1964
Le elezioni generali nel Regno Unito del 1964 si tennero il 15 ottobre e videro la vittoria del Partito Laburista con una maggioranza di quattro seggi. Le elezioni si svolsero poco più di 5 anni dopo la precedente elezione, e 13 anni dopo che il Partito Conservatore aveva riconquistato il potere.

## Situazione
Entrambi i maggiori partiti avevano cambiato i loro leader nel 1963: dopo la morte improvvisa di Hugh Gaitskell all'inizio dell'anno, i laburisti elessero Harold Wilson (che all'epoca era ritenuto nell'area di centro-sinistra del partito), mentre Sir Alec Douglas-Home (allora conosciuto come il Conte Home) era divenuto leader conservatore e Primo Ministro nell'autunno dopo le dimissioni di Harold Macmillan. Douglas-Home rinunciò poi al titolo secondo la Legge sui Titoli Nobiliari del 1963; per poter guidare il partito dalla Camera dei Comuni si candidò in una elezione suppletiva nel collegio di Kinross and Western Perthshire il 7 novembre 1963, risultando eletto.
Macmillan guidava i conservatori al governo dal gennaio 1957; nonostante l'iniziale popolarità e una schiacciante vittoria nel 1959, divenne sempre più impopolare all'inizio degli anni sessanta, e Douglas-Home ebbe il difficile compito di ricostruire la popolarità del partito con meno di un anno di tempo tra l'assunzione della carica e la successiva elezione. Wilson aveva iniziato a legare il Partito Laburista alla fiducia nella crescita del Regno Unito negli anni sessanta, affermando che il "calore bianco della rivoluzione" avrebbe spazzato via "le pratiche restrittive ... su entrambi i fronti dell'industria". Il Partito Liberale ebbe una crescita nei consensi dopo il crollo negli anni cinquanta, e raddoppiò la propria percentuale di voti, principalmente a spese dei conservatori. Nonostante i laburisti non avessero infatti aumentato in maniera significativa la propria fetta di voti, il crollo nel sostegno ai conservatori portò Wilson a ottenere una maggioranza assoluta di quattro seggi. Questa debole maggioranza si rivelò insostenibile e Wilson indisse un'altra elezione nel 1966.

## Esito
Le elezioni portarono ad una risicata maggioranza di quattro seggi per i laburisti, che andarono al governo per la prima volta dal 1951; i laburisti aumentarono i propri seggi del 3%, anche se i voti crebbero solo dello 0,2%. Il principale spostamento fu dai conservatori ai liberali, pari al 5,7% dei voti. I liberali ottennero quasi il doppio dei voti del 1959, in parte perché il partito contava su 150 candidati in più. Harold Wilson divenne Primo Ministro sostituendo Alec Douglas-Home. La maggioranza di quattro seggi non era sostenibile per un mandato di cinque anni, pertanto Wilson indisse un'altra elezione generale nel 1966; in particolare, la risicata maggioranza impedì al governo di implementare la politica di nazionalizzazione dell'industria siderurgica, a causa dell'opposizione di due deputati, Woodrow Wyatt e Desmond Donnelly.
Le elezioni del 1964 furono le uniche della storia britannica recente in cui tutti i seggi furono vinti dai tre principali partiti: nessun partito minore, indipendente o gruppo ottenne alcun seggio.

## Risultati
| Liste  | Liste                     | Voti       | %      | Variazione % | Seggi | Variazione seggi |
| ------ | ------------------------- | ---------- | ------ | ------------ | ----- | ---------------- |
|        | Laburista                 | 12.205.808 | 44,1%  | 0,2%         | 317   | 59               |
|        | Conservatore              | 12.002.642 | 43,4%  | 6%           | 304   | 61               |
|        | Liberale                  | 3.099.283  | 11,2%  | 5,3%         | 9     | 3                |
|        | Repubblicani indipendenti | 101.628    | 0,4%   | —            | 0     | 0                |
|        | Plaid Cymru               | 69.507     | 0,3%   | 0,1%         | 0     | 0                |
|        | Nazionale Scozzese        | 64.044     | 0,2%   | 0,1%         | 0     | 0                |
|        | Comunista                 | 46.442     | 0,2%   | 0,1%         | 0     | 0                |
|        | Indipendenti              | 18.677     | 0,1%   | —            | 0     | —                |
|        | Indipendenti liberali     | 16.064     | 0,1%   | —            | 0     | —                |
|        | Repubblicani laburisti    | 14.678     | 0,1%   | —            | 0     | —                |
|        | Altri                     | 18.375     | 0,1%   | —            | 0     | —                |
| Totale | Totale                    | 27.657.148 | 100,00 |              | 630   |                  |

| 317       | 304          | 9   |
| Laburisti | Conservatori | Lib |

|              |              |  |       |       |
| ------------ | ------------ |  | ----- | ----- |
| Laburisti    | Laburisti    |  | 44,1% | 44,1% |
| Conservatori | Conservatori |  | 43,4% | 43,4% |
| Liberali     | Liberali     |  | 11,2% | 11,2% |
| Altri        | Altri        |  | 1,3%  | 1,3%  |

|              |              |  |       |       |
| ------------ | ------------ |  | ----- | ----- |
| Laburisti    | Laburisti    |  | 50,3% | 50,3% |
| Conservatori | Conservatori |  | 48,3% | 48,3% |
| Liberali     | Liberali     |  | 1,4%  | 1,4%  |